# 叶夫根尼·米克林
叶夫根尼·阿纳托利耶维奇·米克林（俄语：Евгений Анатольевич Микрин；1955年10月15日—2020年5月5日），苏联和俄罗斯力学及控制工程领域科学家，载人航天系统科罗廖夫能源火箭航天集团总设计师，俄罗斯科学院院士。2020年5月因2019冠状病毒病去世。